# Glypta nigricornis
Glypta nigricornis är en stekelart som beskrevs av Thomson 1889. Glypta nigricornis ingår i släktet Glypta och familjen brokparasitsteklar. Arten är reproducerande i Sverige.

## Underarter
Arten delas in i följande underarter:
- G. n. mediana
- G. n. rufomarginata